# Dubbelkoriander
Dubbelkoriander (Bifora testiculata) är en växtart i släktet dubbelkoriandrar (Bifora) och familjen flockblommiga växter. Den beskrevs av Carl von Linné som Coriandrum testiculatum, och fick sitt nu gällande namn av Kurt Sprengel 1820.
Arten är en ettårig ört som förekommer kring Medelhavet, på Arabiska halvön samt i Kaukasus, Iran och södra Centralasien.